# Amédée Rieder
Pour les articles homonymes, voir Rieder.
 (août 2011).
Jacques Amédée Rieder (27 janvier 1807 Colmar - 28 décembre 1880) est un industriel papetier et philanthrope alsacien. Il a été conseiller général de 1861 à 1870. Il a dirigé la Société industrielle de Mulhouse de 1851 à 1880.

## Usine de papier peint de Rixheim
Rieder a été employé à l'usine de papier peint de Rixheim à partir de 1828. En 1829, la manufacture Zuber a acquis une nouvelle machine à fabriquer le papier inventée par l'Allemand Leistenschneider et Rieder a eu comme fonction de superviser son assemblage. En 1830-1831, Rieder a passé presque un an en Angleterre.

## Papeterie
En 1840, il crée avec son associé Jean Zuber fils une papeterie à l'île Napoléon (Mulhouse). Il fut le premier directeur en 1842.

## Inventions
À partir d’une machine conçue par la manufacture Zuber, il brevète en 1830 une machine à papier destinée à produire des papier-peints qu’il améliore en 1831 et 1834.

## Vie personnelle
Il a été fiancé à Julie Zuber, fille de Jean, il a la malchance de la voir mourir.
Il a été marié en 1835 avec Fanny Gros (1813-1880) et a eu trois enfants.
Son fils, Jacques Rieder (1838-1908) a épousé Catherine Cowan Gillespie (1839-). Ils ont eu comme enfants Amédée (1867), William Jacques Alexander (1871), Andrée (1872) et Jacques Robert Laurence (1876).